# كلايتون (كاليفورنيا)
كلايتون (بالإنجليزية: Clayton)‏ هي إحدى مدن مقاطعة كونترا كوستا، كاليفورنيا. تم إعطاءها لقب مدينة في 18 مارس، 1964.

## التركيبة السكانية
حدّد مكتب تعداد الولايات المتحدة بيانات التركيبة السكانية لكلايتون في تعداد الولايات المتحدة. في ما يلي، التركيبة السكانية حسب تعدادي 2000 و2010.

### تعداد عام 2000
بلغ عدد سكان كلايتون 10,762 نسمة بحسب تعداد عام 2000، وبلغ عدد الأسر 3,883 أسرة وعدد العائلات 3,208 عائلة مقيمة في المدينة. في حين سجلت الكثافة السكانية 1,081.6 نسمة لكل كيلومتر مربع (2,801.3/ميل2). وبلغ عدد الوحدات السكنية 3,924 وحدة بمتوسط كثافة قدره 394.4 لكل كيلومتر مربع (1,021.5/ميل2).
وتوزع التركيب العرقي للمدينة بنسبة 87.95% من البيض و1.12% من الأمريكيين الأفارقة و0.19% من الأمريكيين الأصليين و5.38% من الأمريكيين ذوي الأصول الآسيوية و0.10% من سكان جزر المحيط الهادئ و1.54% من الأعراق الأخرى و3.73% من عرقين مختلطين أو أكثر و6.33% من الهسبانيون أو اللاتينيون من أي عرق.
بلغ عدد الأسر 3,883 أسرة كانت نسبة 40.6% منها لديها أطفال تحت سن الثامنة عشر تعيش معهم، وبلغت نسبة الأزواج القاطنين مع بعضهم البعض 74.6% من أصل المجموع الكلي للأسر، ونسبة 5.5% من الأسر كان لديها معيلات من الإناث دون وجود شريك،  بينما كانت نسبة 2.5% من الأسر لديها معيلون من الذكور دون وجود شريكة وكانت نسبة 17.4% من غير العائلات. تألفت نسبة 13% من أصل جميع الأسر من عدة أفراد يعيشون في نفس المنزل ونسبة 3.9% كانت تتألف من شخص يعيش بمفرده يبلغ من العمر 65 عاماً أو أكثر. وبلغ متوسط حجم الأسرة المعيشية 2.76، أما متوسط حجم العائلات فبلغ 3.04.
بلغ العمر الوسطي للسكان 40.2 عاماً. وكانت نسبة 26.5% من القاطنين تحت سن الثامنة عشر، وكانت نسبة 4.5% بين الثامنة عشر والرابعة والعشرين عاماً، ونسبة 28.4% كانت واقعةً في الفئة العمرية ما بين الخامسة والعشرين والرابعة والأربعين عاماً، ونسبة 31.4% كانت ما بين الخامسة والأربعين والرابعة والستين، ونسبة 8.9% كانت ضمن فئة الخامسة والستين عاماً فما فوق. يوجد لكل 100 أنثى 95.8 ذكر، ويوجد لكل 100 أنثى في الثامنة عشر من عمرها فما فوق 94.5 ذكر.
بلغ متوسط دخل الأسرة في المدينة 101,651 دولارًا، أما متوسط دخل العائلة فبلغ 107,448 دولارًا. وكان متوسط دخل الذكور 77,535 دولارًا مقابل 50,279 دولارًا للإناث. وسجل دخل الفرد الخاص بالمدينة 42,048 دولارًا. وكانت نسبة 1.2% من العائلات ونسبة 2.6% من السكان تحت خط الفقر، وكان من هؤلاء نسبة 3.9% تحت سن الثامنة عشر ونسبة 1.9% في الخامسة والستين من العمر وما فوق.

### تعداد عام 2010
بلغ عدد سكان كلايتون 10,897 نسمة بحسب تعداد عام 2010، وبلغ عدد الأسر 4,006 أسرة وعدد العائلات 3,208 عائلة مقيمة في المدينة. في حين سجلت الكثافة السكانية 1,095.2 نسمة لكل كيلومتر مربع (2,836.6/ميل2). وبلغ عدد الوحدات السكنية 4,086 وحدة بمتوسط كثافة قدره 410.7 لكل كيلومتر مربع (1,063.7/ميل2).
وتوزع التركيب العرقي للمدينة بنسبة 85.10% من البيض و1.34% من الأمريكيين الأفارقة و0.31% من الأمريكيين الأصليين و6.58% من الأمريكيين ذوي الأصول الآسيوية و0.15% من سكان جزر المحيط الهادئ و2.15% من الأعراق الأخرى و4.38% من عرقين مختلطين أو أكثر و9.01% من الهسبانيون أو اللاتينيون من أي عرق.
بلغ عدد الأسر 4,006 أسرة كانت نسبة 36.3% منها لديها أطفال تحت سن الثامنة عشر تعيش معهم، وبلغت نسبة الأزواج القاطنين مع بعضهم البعض 69.8% من أصل المجموع الكلي للأسر، ونسبة 7.5% من الأسر كان لديها معيلات من الإناث دون وجود شريك،  بينما كانت نسبة 2.8% من الأسر لديها معيلون من الذكور دون وجود شريكة وكانت نسبة 19.9% من غير العائلات. تألفت نسبة 16.2% من أصل جميع الأسر من عدة أفراد يعيشون في نفس المنزل ونسبة 7.7% كانت تتألف من شخص يعيش بمفرده يبلغ من العمر 65 عاماً أو أكثر. وبلغ متوسط حجم الأسرة المعيشية 2.72، أما متوسط حجم العائلات فبلغ 3.04.
بلغ العمر الوسطي للسكان 45.0 عاماً. وكانت نسبة 24.4% من القاطنين تحت سن الثامنة عشر، وكانت نسبة 5.5% بين الثامنة عشر والرابعة والعشرين عاماً، ونسبة 20.1% كانت واقعةً في الفئة العمرية ما بين الخامسة والعشرين والرابعة والأربعين عاماً، ونسبة 35.3% كانت ما بين الخامسة والأربعين والرابعة والستين، ونسبة 14.7% كانت ضمن فئة الخامسة والستين عاماً فما فوق. وتوزع التركيب الجنسي للسكان بنسبة 48.3% ذكور و51.7% إناث.

## المناخ
يظهر الجدول التالي التغييرات المناخية على مدار السنة لكلايتون:
| البيانات المناخية لـكلايتون                            | البيانات المناخية لـكلايتون | البيانات المناخية لـكلايتون | البيانات المناخية لـكلايتون | البيانات المناخية لـكلايتون | البيانات المناخية لـكلايتون | البيانات المناخية لـكلايتون | البيانات المناخية لـكلايتون | البيانات المناخية لـكلايتون | البيانات المناخية لـكلايتون | البيانات المناخية لـكلايتون | البيانات المناخية لـكلايتون | البيانات المناخية لـكلايتون | البيانات المناخية لـكلايتون |
| الشهر                                                  | يناير                       | فبراير                      | مارس                        | أبريل                       | مايو                        | يونيو                       | يوليو                       | أغسطس                       | سبتمبر                      | أكتوبر                      | نوفمبر                      | ديسمبر                      | المعدل السنوي               |
| ------------------------------------------------------ | --------------------------- | --------------------------- | --------------------------- | --------------------------- | --------------------------- | --------------------------- | --------------------------- | --------------------------- | --------------------------- | --------------------------- | --------------------------- | --------------------------- | --------------------------- |
| الدرجة القصوى °ف (°م)                                  | 75 (24)                     | 80 (27)                     | 85 (29)                     | 95 (35)                     | 98 (37)                     | 104 (40)                    | 106 (41)                    | 108 (42)                    | 115 (46)                    | 98 (37)                     | 83 (28)                     | 77 (25)                     | 112 (44)                    |
| متوسط درجة الحرارة الكبرى °ف (°م)                      | 54.2 (12.3)                 | 57.4 (14.1)                 | 60.1 (15.6)                 | 67.1 (19.5)                 | 75.5 (24.2)                 | 83.3 (28.5)                 | 86.6 (30.3)                 | 87.8 (31.0)                 | 79.2 (26.2)                 | 71.2 (21.8)                 | 61.7 (16.5)                 | 54.7 (12.6)                 | 69.3 (20.7)                 |
| متوسط درجة الحرارة الصغرى °ف (°م)                      | 35.0 (1.7)                  | 37.2 (2.9)                  | 39.8 (4.3)                  | 44.6 (7.0)                  | 48.9 (9.4)                  | 53.6 (12.0)                 | 54.0 (12.2)                 | 54.4 (12.4)                 | 50.2 (10.1)                 | 46.9 (8.3)                  | 39.8 (4.3)                  | 36.3 (2.4)                  | 46.3 (7.9)                  |
| أدنى درجة حرارة °ف (°م)                                | 15 (−9)                     | 23 (−5)                     | 26 (−3)                     | 28 (−2)                     | 31 (−1)                     | 38 (3)                      | 40 (4)                      | 41 (5)                      | 37 (3)                      | 31 (−1)                     | 24 (−4)                     | 17 (−8)                     | 15 (−9)                     |
| الهطول إنش (مم)                                        | 5.52 (140)                  | 4.39 (112)                  | 2.83 (72)                   | 1.67 (42)                   | 0.68 (17)                   | 0 (0)                       | 0 (0)                       | 0 (0)                       | 0.28 (7.1)                  | 0.77 (20)                   | 2.88 (73)                   | 5.09 (129)                  | 25.21 (640)                 |
| متوسط تساقط الثلوج إنش (سم)                            | 0.2 (0.51)                  | 0.1 (0.25)                  | 0 (0)                       | 0 (0)                       | 0 (0)                       | 0 (0)                       | 0 (0)                       | 0 (0)                       | 0 (0)                       | 0 (0)                       | 0 (0)                       | 0.1 (0.25)                  | 0.4 (1.0)                   |
| متوسط أيام هطول الأمطار (≥ 0.01 in)                    | 13                          | 12                          | 9                           | 6                           | 4                           | 0                           | 0                           | 0                           | 2                           | 3                           | 8                           | 12                          | 69                          |
| المصدر: Western Regional Climate Center (1991–present) |                             |                             |                             |                             |                             |                             |                             |                             |                             |                             |                             |                             |                             |

## أعلام
- كلارنس إروين مكلونغ
- بوب جونز
- سام وليامز
- ديفيد ميلر